# Howea (palm)
Howea is een geslacht uit de palmenfamilie (Arecaceae). Het geslacht is endemisch op Lord Howe-eiland, gelegen in de Tasmanzee ten oosten van Australië. De twee soorten Howea forsteriana en Howea belmoreana (beiden gekend als Kentiapalm) evolueerden waarschijnlijk vanuit een gemeenschappelijke voorouder door sympatrische soortvorming.
Koningin Victoria had deze palmen in al haar paleizen en bij haar begrafenis en zo werd tussen 1870-1885 deze palm een statussymbool.
Zowel Howea forsteriana als Howea belmoreana zijn sinds eind 19e eeuw populair als kamerplant vanwege tolerantie voor een lage relatieve luchtvochtigheid. Een gebrek aan daglicht in de winter kan tijdelijk getolereerd worden; als er in de zomer meer daglicht is gaat de groei weer verder. Belangrijk is dat als de palmen van het donkere huis naar de zonnige tuin verhuizen de bladeren kunnen wennen aan hoge uv-straling om verbranding te voorkomen.

## Soorten
- Howea belmoreana (C.Moore & F.Muell.) Becc.
- Howea forsteriana (F.Muell.)  Becc.

... · 
Acanthophoenix · 
Acoelorrhaphe · 
Acrocomia · 
Actinokentia · 
Actinorhytis · 
Adonidia · 
Aiphanes · 
Allagoptera · 
Alloschmidia · 
Ammandra · 
Aphandra · 
Archontophoenix · 
Areca · 
Arenga · 
Asterogyne · 
Astrocaryum · 
Attalea · 
Balaka · 
Bactris · 
Barcella · 
Basselinia · 
Beccariophoenix · 
Bentinckia · 
Bismarckia · 
Borassodendron · 
Borassus · 
Brahea · 
Brassiophoenix · 
Brongniartikentia · 
Burretiokentia · 
Butia · 
Calamus · 
Calospatha · 
Calyptrocalyx · 
Calyptrogyne · 
Calyptronoma · 
Campecarpus · 
Carpentaria · 
Carpoxylon · 
Caryota · 
Ceratolobus · 
Ceroxylon · 
Chamaedorea · 
Chamaerops · 
Chambeyronia · 
Chelyocarpus · 
Chuniophoenix · 
Clinosperma · 
Clinostigma · 
Coccothrinax · 
Cocos · 
Colpothrinax · 
Copernicia · 
Corypha · 
Cryosophila · 
Cyphokentia · 
Cyphophoenix · 
Cyphosperma · 
Cyrtostachys · 
Daemonorops · 
Deckenia · 
Desmoncus · 
Dictyocaryum · 
Dictyosperma · 
Dransfieldia · 
Drymophloeus · 
Dypsis · 
Elaeis · 
Eleiodoxa · 
Eremospatha · 
Eugeissona · 
Euterpe · 
Euterpe · 
Gaussia · 
Guihaia · 
Hedyscepe · 
Hemithrinax · 
Heterospathe · 
Howea · 
Hydriastele · 
Hyophorbe · 
Hyospathe · 
Hyphaene · 
Iguanura · 
Iriartella · 
Itaya · 
Johannesteijsmannia · 
Juania · 
Jubaea · 
Jubaeopsis · 
Kentiopsis · 
Livistona · 
Lodoicea · 
Mauritia · 
Medemia · 
Metroxylon · 
Nannorrhops · 
Nypa · 
Phoenix · 
Raphia · 
Ravenea · 
Rhapis · 
Rhopalostylis · 
Roystonea · 
Sabal · 
Salacca · 
Serenoa · 
Syagrus · 
Tahina · 
Trachycarpus · 
Trithrinax · 
Washingtonia · 
Wodyetia · 
...